# Valentine (película)
Valentine (conocida como Un San Valentín de muerte en España y como Día de venganza en Hispanoamérica) es una película de terror de 2001 dirigida por Jamie Blanks y protagonizada por Denise Richards, David Boreanaz, Marley Shelton, Jessica Capshaw, y Katherine Heigl. Basado en la novela del mismo nombre de Tom Savage, la película sigue a un grupo de mujeres en San Francisco (California), que son acosadas por un hombre a quien atormentaron durante su infancia.
Estrenada en cines en febrero de 2001, la película recibió reseñas variadas de los críticos, con algunos elogiando sus actuaciones y cinematografía, y otros criticando su conclusión y calificándolo de demasiado obvio de películas de terror de los años 80. A pesar de la respuesta reseñas mixtas, la película fue un éxito de taquilla, ganando un total de  USD$36.7 millones.

## Argumento
Jeremy Melton es un tímido alumno de sexto grado de primaria que es rechazado y catalogado como raro por sus compañeros debido a que es poco atractivo y su nariz sangra constantemente. Durante el baile del día de San Valentín, intenta invitar a bailar a cinco amigas que componen el grupo de las más populares, siendo rechazado de forma humillante por Shelley, Lily, Paige, mientras que Kate amablemente promete bailar con él más tarde; sin embargo Dorothy acepta su invitación pero al ser vista con él por el resto lo acusa de haberla atacado, por lo que los asistentes terminan golpeando y desnudando frente a todo el mundo y tras lo sucedido Jeremy va a parar a un reformatorio. 
Trece años después, las cinco mujeres aún mantienen su amistad y ninguna recuerda a Jeremy Melton. Shelley, que se ha convertido en una estudiante de medicina, se encuentra en el depósito de cadáveres practicando para sus exámenes médicos y después de recibir una tarjeta de San Valentín vulgar es atacada y perseguida por un asesino con una máscara de Cupido por lo que intenta huir del edificio sin encontrar una puerta de salida, refugiándose en un cuarto lleno de cadáveres en bolsas simulando ser uno de oculta dentro de una bolsa, finalmente el asesino la encuentra y  le corta la garganta. La nariz del asesino se ve sangrar mientras realiza el acto. 
Sus amigas asisten a su funeral, donde son interrogadas, pero no se llega a ninguna conclusión. Poco después, Lily recibe una caja de bombones y una tarjeta que dice: "Eres lo que comes", cuando muerde uno de los chocolates, descubre que están rellenos de gusanos. Todas las chicas, excepto Kate y Paige, reciben tarjetas de la misma manera, firmadas con las iniciales J. M. y, tras recordar personas con nombres que coincidan se ponen en contacto con la policía, sospechando que el responsable podría ser Jeremy. 
La policía señala que no hay rastro de Jeremy en la actualidad ya que el incidente en el baile lo afecto al punto que debió ser internado en una sanatorio donde pasó gran parte de su juventud y actualmente se desconoce su paradero, sin embargo, se sospecha que se sometió a cirugías plásticas para cambiar su apariencia, sin tener por lo tanto una real certeza de su apariencia o identidad actual.
Las chicas asisten a la exhibición de arte de Max, el novio de Lily, donde esta se pierde y es rápidamente interceptada por el asesino, quien la acribilla con flechas hasta hacerla caer de por una ventana a la calle. Como nadie había oído a Lily, los demás asumen que está en un viaje de trabajo. Poco después Dorothy confiesa a sus amigas que en realidad Jeremy nunca la atacó, sino que al considerarse la menos atractiva del grupo temía ser excluida y al ser descubierta besándose con el muchacho prefirió acusarlo falsamente que arriesgarse a dañar su popularidad, esta confesión molesta especialmente a Kate, al comprender que su amiga arruinó la vida de un inocente y las ha puesto en peligro.
Cuando se acerca el Día de San Valentín, Dorothy organiza una fiesta en su mansión donde Campbell, su novio, es asesinado después de ser revelado como un estafador que utiliza a Dorothy para obtener acceso a su gran herencia. En la fiesta, Paige es atacada y atrapada en un jacuzzi por el asesino, quien trata de matarla con un taladro. Después de herirla, abre la tapa de la bañera de hidromasaje y lanza el taladro al agua, electrocutándola. 
La energía se corta terminando con la fiesta, Dorothy y Kate se reúnen y comienzan a discutir sobre quién es el asesino. Kate dice que Campbell podría ser un sospechoso, porque ellos no saben nada de él, mientras que Dorothy acusa a Adam, el novio de Kate recalcando el alcoholismo de este. El detective que está siguiendo el caso llama a Kate y le informa que Max, el novio de Lily que fue detenido por sospecha, fue liberado por falta de pruebas, que Lily nunca llegó al viaje que tenía programado y desapareció sin que nadie sepa de ella. Después Kate llama al detective y luego de marcar el número, sigue el sonido de un tono de llamada fuera de la casa y descubre su cabeza en el estanque. Horrorizada Kate regresa a la casa buscando a Paige y Dorothy. 
Kate concluye que Adam es realmente Jeremy, disfrazado por la cirugía reconstructiva, y regresa a la casa, solo para encontrar a Adam esperándola. Para su sorpresa, la hace bailar con él hasta que ella le rompe una botella en la cabeza y escapa. Kate corre por toda la casa, descubriendo múltiples cadáveres hasta que encuentra un arma, pero aparece el asesino tratando de agarrarla y los dos terminan cayendo por las escaleras. Entonces aparece Adam y mata al asesino de siete disparos en el corazón. Mientras eKate le pide disculpas por creerlo el asesino, Adam le quita la máscara de Cupido para revelar al asesino como Dorothy. 
Adam se reconcilia con Kate, quien no se explica el que Dorothy se haya convertido en una asesina, pero Adam señala que un trauma infantil puede dar lugar a la ira permanente y hay personas que son finalmente forzadas a actuar con esa ira. Mientras Kate y Adam esperan que llegue la policía, se abrazan y Adam le dice que siempre la amó. Momentos más tarde, después de que Kate se queda dormida en su pecho, la nariz de Adam comienza a sangrar, lo que confirma que sí fue Jeremy Melton e incriminó a Dorothy. La película termina con grito, posiblemente de Kate.

## Elenco
- Marley Shelton como Kate Davies
- David Boreanaz como Adam Carr/Jeremy Melton
- Denise Richards como Paige Prescott
- Jessica Capshaw como Dorothy Wheeler
- Jessica Cauffiel como Lily Voight
- Katherine Heigl como Shelley Fisher
- Hedy Burress como Ruthie Walker
- Fulvio Cecere como el Detective Leon Vaughn
- Daniel Cosgrove como Campbell Morris
- Johnny Whitworth como Max Raimi
- Claude Duhamel como Gary Taylor
- Adam J. Harrington como Jason Marquette
- Woody Jeffreys como Brian
- Sterling McCay como Joe Tulga
- Noel Fisher como Tulga Gang Member #1
- Cody Serpa como Tulga Gang Member #2
- Mark Mullan como Tulga Gang Member #3

## Producción

### Concepción
Mientras que Warner Bros. había adquirido los derechos de la novela de Tom Savage en imayo de 1998, el proyecto fue posteriormente transferido a Artisan Entertainment con el productor Dylan Sellers y los escritores: Wayne y Donna Powers, con Wayne Powers para dirigir.
El guion original tenía un tono diferente y estaba ambientado en un campus universitario. El proyecto se fue a Warner Bros., fue reescrito y  Richard Kelly fue ofrecido originalmente la oportunidad de dirigir, pero lo rechazó. Hedy Burress hizo una audición para el papel de Dorothy Wheeler, y Tara Reid fue considerada para el papel, pero fue dada a Jessica Capshaw en su lugar. Sin embargo, Blanks quería que Burress apareciera en la película, e interpretará a Ruthie Walker. Jessica Cauffiel fue elegida originalmente para el papel de Denise Richards como Paige. En el elenco original, Jennifer Love Hewitt debía interpretar a Paige Prescott.

### Rodaje
Valentine fue filmada en location en Vancouver, Columbia Británica, la fotografía principal que comienza el 10 de julio de 2000 al 8 de septiembre. Boreanaz filmó todas sus escenas en menos de dos semanas. Katherine Heigl sólo tuvo tres días para filmar sus escenas, ya que estaba comprometida con la serie de televisión Roswell.
Blanks dijo más tarde en una entrevista, "Perdóname por Valentine. mucha gente me da pena por eso, pero hicimos lo mejor".

## Lanzamiento
En la promoción de la película, el sitio oficial de Warner Bros. contó con tarjetas electrónicas digitales de San Valentín para que los visitantes pueden enviar por emails, y las estrellas David Boreanaz y Katherine Heigl—ambos muy conocidos en el momento de su papel en la serie Angel y Roswell, respectivamente—aparecieron en Los Angeles Comic Book and Science Fiction Festival.
Valentine tuvo su estreno en Hollywood en Hollywood Post n.º 43, American Legion, el 1 de febrero de 2001. Recaudó $20 384 136 en los Estados Unidos y Canadá y un total bruto de $36 684 136, permitiendo a la película superar su presupuesto de $10 millones.

### Recepción crítica
Valentine recibió críticas en gran parte negativas de los críticos. Mick LaSalle, del San Francisco Chronicle dio a la película una crítica mediocre que se asemejaba a una película de estilo slasher de los años 80, pero elogió las actuaciones, escribiendo: "Valentine no da miedo, pero es inquietante; no es en última instancia satisfactorio, pero llama la atención en el momento. Parte del crédito tiene que ir al conjunto. Las actrices son vívidas y los personajes que interpretan están claramente delineados." Ben Falk de BBC le dio a la película dos de cinco estrellas, escribiendo: "Seamos realistas, todos sabemos lo que va a pasar y el director Blanks (Urban Legend (película)) ofrece algunas sorpresas. Hay una gran cantidad de pistas falsas de las que ninguna realmente muerde, muertes creativas, chicas corriendo gritando y luego increíblemente gruesas, pero una clara falta de desnudez gratuita, que al menos habría iluminado el paisaje."
Kevin Thomas de The Los Angeles Times dio a la película una revisión positiva, llamando a la película una "imagen de terror elegante y elegante que ofrece un giro fresco en el tema de la venganza siempre fiable y ofrece a una balsa de talentos jóvenes actores sólidos roles que les muestran ventaja."  Dennis Harvey de Variety dio a la película una revisión mixta, observando: "Looking good but lacking much in the way of personality or gray matter — rather like its characters — Valentine s a straightforward slasher pic that’s acceptably scary until a weak finale."
En Rotten Tomatoes, la película recibió una mala calificación del 8%, con el consenso general de que "Valentine
```
es básicamente un retroceso formulista a las películas de slasher convencionales anteriores a 
Scream
 Los críticos dicen que no ofrece suficiente suspenso o sustos para justificar su incorporación al género.
```

"
En una revisión retrospectiva de 2015, la publicación en línea de horror de Icons of Fright publicó una revisión retrospectiva de la película, defendiendo el espíritu de la película y su manejo temático de los aspectos mitológicos de la fiesta.